# Bernhard Lang (Komponist)

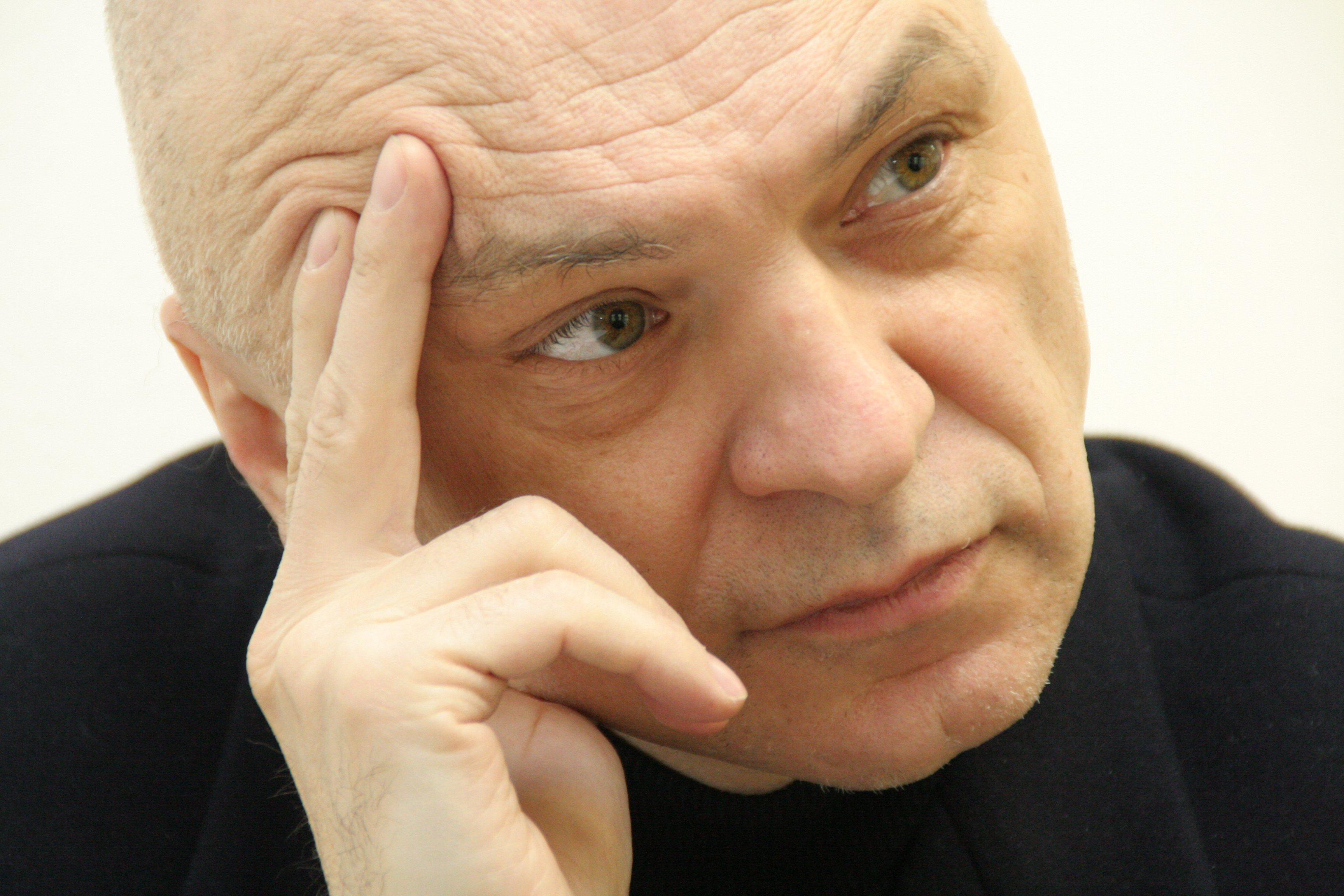
Bernhard Lang (2007)

Bernhard Lang (* 24. Februar 1957 in Linz) ist ein österreichischer Komponist, Improvisator und Programmierer musikalischer Patches und Applikationen. Er arbeitet im Bereich der modernen zeitgenössischen Musik.

## Biographie
Bernhard Lang studierte von 1972 bis 1975 Musik am Brucknerkonservatorium in Linz. Ab 1975 studierte er in Graz Philosophie und Germanistik, Jazztheorie bei Dieter Glawischnig, Klavier bei Harry Neuwirth, Kontrapunkt bei Hermann Markus Preßl sowie Harmonielehre und Komposition bei Andrzej Dobrowolski. Während des Studiums arbeitete er von 1977 bis 1981 als Komponist, Arrangeur und Pianist mit diversen Jazzgruppen. Am Institut für Elektronische Musik (IEM) der Musikhochschule Graz begann seine Auseinandersetzung mit Elektronischer Musik und Computertechnologie. Von 1984 bis 1989 war Lang  Lehrbeauftragter am Grazer Johann-Joseph-Fux-Konservatorium und setzte sein Studium bei Georg Friedrich Haas und Gösta Neuwirth fort.
1987 gründete Lang zusammen mit Gerhard Präsent und Jörg-Martin Willnauer die KomponistInnenvereinigung „die andere saite“. Er entwickelte (zu Beginn unterstützt von Winfried Ritsch) die Software CADMUS in C++ (Entwicklungsumgebung für computergestützte Komposition). Ab 1989  lehrte er an der Musikhochschule Graz Tonsatz und Harmonielehre. 1999 zog er als freischaffender Komponist nach Wien. Von 2003 bis 2022 unterrichtete er als außerordentlicher Professor für Komposition erneut in Graz.
Lang gründete 1999 gemeinsam mit Peter Ablinger, Klaus Lang, Nader Mashayekhi und Siegwald Ganglmair den Verlag für Musik „Zeitvertrieb“.
2004–2005 war Lang Stipendiat des Internationalen Künstlerhauses Villa Concordia in Bamberg, 2006 zentraler Komponist bei Wien Modern. Im Juni 2007 folgte ein Arbeitsaufenthalt im Künstleratelier Thomas Bernhard Archiv in Gmunden. 2007–2008 war er Composer in Residence des Theater Basel, 2008–2009 Capell-Compositeur der Sächsischen Staatskapelle Dresden und 2013–2014 Gastdozent für Komposition in Luzern.
Langs Werke wurden auf zahlreichen Festivals aufgeführt, zum Beispiel beim Moskau Alternativa Festival, Moskau Modern, resistance fluctuations Los Angeles 1998, Tage Absoluter Musik Allentsteig I und II, Klangarten, Herbstfestival Lissabon 1998, Steirischer Herbst Graz, Wien Modern, Münchner Opernfestspiele, Darmstädter Ferienkurse, Donaueschinger Musiktage, Salzburger Festspiele, Disturbances – Musiktheaterworkshop Kopenhagen 2003, Moving Sounds Festival New York 2010, Wittener Tage für Neue Kammermusik, ImPulsTanz Wien, MaerzMusik Berlin, Warschauer Herbst, Contempuls Prag, Eclat Stuttgart, Suntory Hall Summer Festival Tokyo, ManiFeste Festival Paris, und Ostrava Days. Seit 2016 verlegt Ricordi Berlin den gesamten Werkkatalog von Bernhard Lang. Seine Werke wurden auf zahlreichen CDs und LPs veröffentlicht, v. a. auf Kairos und GODrec.
Nach einer im Jahr 2017 von der italienischen Musikzeitschrift Classic Voice initiierten Bewertung durch mehr als 100 Experten für zeitgenössische Musik gehört Bernhard Lang zu den zehn wichtigsten lebenden Komponisten.
Er ist Ehrenmitglied des Klangforum Wien und seit 2014 Mitglied der Akademie der Künste Berlin.
Langs Oper Hiob am Stadttheater Klagenfurt (Regie Michael Sturminger) wurde beim Österreichischen Musiktheaterpreis 2024 als beste Erst-/Uraufführung ausgezeichnet.
Die Oper Dora an der Staatsoper Stuttgart (Libretto Frank Witzel) wurde bei der internationalen Kritikerumfrage der Opernwelt zur "Uraufführung des Jahres" 2024 gewählt.

## Stil und künstlerische Bewertung
Langs Werk geht über das akustisch Erklingende hinaus, denn ebenso relevant wie das musikalische Resultat ist die Bedeutung, mit der der Komponist sein Schaffen auflädt. Zusätzlich zu den musikspezifischen Fächern wie Klavier und Komposition studierte Lang auch Philosophie und so bilden philosophische Überlegungen oft den Grundstein für musikalische Werke. Zudem ist der Komponist bekannt für seine groß angelegten Zyklen.
Langs Musik zieht ihre Anregungen aus den unterschiedlichsten Genres: Europäische Avantgarde des 20. Jahrhunderts, historische Europäische Kunstmusik, Jazz, Free Jazz, Rock, Punk, Techno, EDM (Elektronische Tanzmusik), Electronica, Elektronische Musik und Computergenerierte Musik. Seine Werke reichen von Solostücken und kleinen Kammermusikbesetzungen über Chorwerke bis hin zu großen Ensemblestücken, Orchester- und Musiktheaterwerken. Daneben komponierte Lang Musik für Theater, Tanz, Film und Klanginstallationen.
Lang erlangte Bekanntheit durch die Beschäftigung mit dem Phänomen der „Wiederholung“, im Werkzyklus „Differenz/Wiederholung“ (DW), basierend auf der philosophischen Arbeit Gilles Deleuzes, wobei er die reproduzierende und DJ-Kultur beleuchtet und hinterfragt. Soziokulturelle und gesellschaftskritische Fragen („Das Theater der Wiederholungen“, 2003) werden dabei ebenso berührt wie dem Musizieren und der Musikkultur innewohnende Probleme („I hate Mozart“, 2006).
Ein weiteres Betätigungsfeld ist das „Recyclen“ historischer Musiken, die Lang im Rahmen des Werkzyklus Monadologie mittels computergenerierter Verfahren Filter- und Mutationsprozessen unterzieht. In diesen Meta-Kompositionen hat Lang historisches Ausgangsmaterial von Purcell, Beethoven, Bruckner, Wagner u. a. „zellular“ auseinandergenommen und in raumgreifenden Loops und harten Schnitten gefiltert, modifiziert und neu geschichtet.
In der seit 2016 entwickelten GAME-Serie haben die Stücke haben keine durchgehende Partitur mehr, sondern bestehen aus einer Sammlung von Spielregeln, aus der die MusikerInnen Auswahlentscheidungen treffen können. Die Stücke verändern sich mit jeder Aufführung, wobei das Loop-Prinzip weiterverwendet wird.
Sein Instrumentarium umfasst neben dem Ensemble klassischer europäischer Instrumente deren verstärkte und elektrifizierte Pendants (z. B. elektrische Viola) sowie gegeneinander mikrotonal verstimmte Ensemblegruppen. Lang setzt analoge und digitale Synthesizer, Keyboards und Rock-Instrumente ein (E-Gitarre, E-Bass, Drumset), Plattenspieler (als wegweisende Geräte der Reproduktionskultur), Rapper, arabische Sänger, Sprecher und Live-Elektronik (vorwiegend der selbst programmierte „Loop-Generator“).

## Auszeichnungen
- 1986: Musikförderpreis der Stadt Graz
- 1988: 1. Preis beim Alpe-Adria-Kompositionswettbewerb
- 1988: Förderungspreis des Musikprotokolls, Graz
- 1989: Würdigungspreis des Bundesministers für Wissenschaft und Forschung Österreich
- 2001: Andrej-Dobrowolski-Preis des Landes Steiermark[25]
- 2001: Anton-Bruckner-Stipendium des Landes Oberösterreich
- 2004/2005: Stipendiat des Internationalen Künstlerhauses Villa Concordia in Bamberg
- 2005: Niederösterreichischer Kulturpreis (Anerkennungspreis)[26]
- 2008/2009: Capell-Compositeur der Sächsischen Staatskapelle Dresden
- 2008: Preis der Stadt Wien für Musik[27]
- 2009: Erste-Bank-Kompositionspreis[28]
- 2019: Österreichischer Kunstpreis für Musik[29]

## Musikwerke (Auswahl)

### Musiktheater
- Versuch über Drei Traumkongruenzen von Günther Freitag  für einen Schauspieler, eine Sängerin, einen Cellisten und Live-Elektronik. UA Forum Stadtpark Graz 1990
- Das Theater der Wiederholungen. Musiktheater. UA Steirischer Herbst, Graz, Helmut-List-Halle 2003[30]
- esc#5 Impostors. Musiktheater für 5 Stimmen und verstärktes Ensemble nach einem Text von Jonathan Safran Foer. UA Deutsche Oper Berlin 2005
- Schachoper, Konzept Zenita Komad. UA Kunsthalle Wien 2005
- Odio Mozart/I hate Mozart. Musiktheater, Libretto Michael Sturminger. UA Wiener Mozartjahr 2006, Theater an der Wien
- Der Alte vom Berge. Musiktheater für 6 Stimmen und verstärktes Ensemble, UA Schwetzinger Festspiele 2007
- Haydn bricht auf: Sieben Tage die die Welt verändern. UA vom Kabinetttheater am Theater an der Wien 2009
- Montezuma – Fallender Adler. Musiktheater in drei Abschnitten nach dem gleichnamigen Text von Christian Loidl – ergänzt, kompiliert und erweitert von Peter Leisch – für 6 Stimmen, Chor, Jazz-Combo, Turntables, Ensemble und Zuspielung. Auftrag der Kulturhauptstadt Linz09, UA am Nationaltheater Mannheim 2010
- Monadologie XXIV „The Stoned Guest“. Kurzoper für 3 Stimmen, Flöte, Klarinette, Cello, Akkordeon, Percussion. UA sirene Operntheater, Palais Kabelwerk Wien 2013[31]
- Re:igen. Musiktheater für 23 Instrumente nach einem Libretto von Michael Sturminger, basierend auf Arthur Schnitzlers Reigen. UA Schwetzinger Festspiele 2014
- Sisyphos-Fragmente. Musiktheater für 60 Sirenen. UA sirene Operntheater zur 650-Jahr-Feier der Universität Wien 2015[32]
- Der Golem nach Gustav Meyrink. Musiktheater für Großes Orchester, Chor und Stimmen. UA Nationaltheater Mannheim 2016
- ParZeFool. Der Tumbe Thor. Musiktheater für Stimmen, Chor, Ensemble und 2 Jazz-MusikerInnen nach Richard Wagners Parsifal. UA bei den Wiener Festwochen am Theater an der Wien 2017
- Cheap Opera #1 „Répétitions“. Libretto von Bernhard Lang nach Texten Europäischer Rechtspolitiker (1926–2018). UA Villa Elisabeth Berlin 2019
- Der Hetzer. Musiktheater nach Verdis Otello für Stimmen, Großes Orchester und Chor, mit 4 Rap-Interventionen. UA am Theater Dortmund 2021
- Cheap Opera #2‚ Playing Trump‘. Musiktheater nach einem Libretto von Dieter Sperl. UA Staatsoper Hamburg 2021
- Cheap Opera #3 für 6 Stimmen, Bassklarinette, Video und Live-Elektronik. UA Donaueschinger Musiktage 2022
- The End of Creation. Musiktheater – Überschreibung von Haydns Schöpfung – nach Texten von Lord Byron und Jean Paul in einer Libretto-Fassung von André Bücker. UA am Staatstheater Augsburg 2022
- Hiob. Oper nach einem Libretto von Michael Sturminger, basierend auf dem Roman Hiob von Joseph Roth und der Theaterfassung von Koen Tachelet. UA am Stadttheater Klagenfurt 2023
- Dora.  Oper in fünf Akten nach einem Libretto von Frank Witzel. Auftragskomposition der Staatsoper Stuttgart[33]

### Orchestermusik
- Kohelet für Chor, Orchester und Solisten, UA Belgrad 1988
- La Bas à S.  für tiefes Orchester, zwei solistische Tenorsaxophone und Solo-Viola, UA Graz 1993
- Felder für Streichorchester, UA Konzerthaus Wien 1994
- Hommage à Martin Arnold 2 für großes Orchester, UA Grazer Musikverein 1997
- DW 7 für Großes Orchester und Loop-Generator, UA Donaueschingen 2002
- DW 17 Doubles/Schatten II für E-Viola, E-Cello und Sourroundorchester, UA Donaueschingen 2005
- Monadology II: A New Don Quichotte, Auftragswerk der Sächsischen Staatskapelle Dresden (2008)
- Monadologie I für E-Zither und Grosses Orchester, Kompositionsauftrag der Musica Viva München, UA 2008
- Monadologie XXIII „…For Stanley K.“ für Grosses Orchester, Auftrag des RSO für Wien Modern (2013)
- Monadologie XIII „The Saucy Maid“ für 2 Orchestergruppen im Vierteltonabstand (nach Anton Bruckners Linzer Sinfonie (Das kecke Beserl)) Kompositionsauftrag der Donaueschinger Musiktage 2013
- DW 28 „Loops for Davis“ für Bassklarinette, Sampler und Orchester, UA Donaueschinger Musiktage 2017
- Monadologie XXXIV „… for Ludvik“, für Orchester und Klavier, UA Beethovenfest Bonn 2018
- Monadologie XXXIX für Violine und Orchester, Auftrag der musica viva, UA München 2020

### Ensemblewerke
- Deformazioni della Notte Konzert für Blockflöten, Streichorchester und Perkussion, UA Komponistenportrait Graz 1987
- Rondell-Remise für mobiles Kammerensemble, Mezzosopran und Viola, UA Intro-Spektion Graz 1993
- Schrift/Bild/Schrift für Flöte, Oboe, Klarinette, Violine, Viola, Violoncello, Klavier, Perkussion und Live-Verstärkung, UA Bludenz 1998
- Differenz/Wiederholung 2 für verstärktes Kammerensemble und 3 Stimmen, UA Musikprotokoll Graz 1999
- Die Sterne des Hungers nach Texten von Christine Lavant, UA Kunstfest Weimar 2007 (2007)
- Monadologie III „Lamentatio/Metamorphosis“ für Streichorchester, Kompositionsauftrag der Sächsischen Staatskapelle Dresden und des Münchner Kammerorchesters (2008)
- Monadologie VII „Kammersinfonie“ für Kammerorchester Kompositionsauftrag des Klangforums Wien (2009)
- Monadologie XI „for Anton“ (nach Webern II.Kammersinfonie), Kompositionsauftrag der MusikFabrik Köln (2010)
- Monadologie XIVa „Puccini-Variationen: Butterfly-Ouvertüre“, Auftrag des Zentrums für Neue Musik in Ostrava (2011)
- Monadologie XIVb „Puccini-Variationen: Im weiten Weltall fühlt sich der Yankee heimisch“, Kompositionsauftrag des Nieuw Ensemble Amsterdam (2011)
- Monadologie XVIII „Moving Architecture“ für Stimme Fl, Kl, Hrn, Tp, Synth, Perc, 1-1-1-1 und Choreografie nach den Bauplänen des ACF von Raimund Abraham sowie Textzitaten von Bob Dylan und Rose Ausländer, UA New York 2012
- Hermetica V „Fremde Sprachen“ für Bassklarinette und 7 Stimmen. UA durch die Stuttgarter Vocalsolisten 2013
- Epilog 2 für Sopran, Klarinette, Violine, Viola, Kontrabass, Akkordeon + PC nach Texten von Primo Levi, UA Wiener Festwochen 2013
- DW 26 „The Exhausted“ for Voice and Ensemble, nach Texten von Samuel Beckett und Gilles Deleuze, UA Bendigo International Festival of Exploratory Music/Australia 2015
- DW 24 „...loops for Al Jourgensen“ for saxophone and ensemble, UA Wiener Konzerthaus 2015
- Monadologie XXXII „The Cold Trip pt. I“ für vier Gitarren und Stimme, nach Schuberts Winterreise, UA MaerzMusik Berlin 2016
- Series Six: GAME ONE for ensemble, UA Salzburg 2018
- Hermetika IX „vox angeli II“ für Stimme, Zuspielung und 9 Instrumente, UA Concertgebow Brügge 2019
- Das Hirn für Stimme, 8 Instrumente und Video, Text Friedrich Dürrenmatt, UA Basel 2022
- A Song for Rachela für Stimme, Ensemble und Live-Elektronik nach Texten aus dem Ringelblum-Archiv, UA Wiener Konzerthaus 2023
- The Travel Agency is on Fire for voice and 5 instruments, playback, video and live-loops, Text William S. Burroughs, UA Basel 2023

### Chormusik
- Sonett 1 und Sonett 2 für  gemischten Chor (1990)
- DW 20 (Differenz/Wiederholung 20) „con complicatione“: Hermetica I für Knabenchor (2008)
- DW 20 (Differenz/Wiederholung 20) „facile“: Hermetica I für Knabenchor (2008)
- Hermetica III für gemischten Chor (2010)
- Hermetica IV „O Dolorosa Gioia“ für Doppelchor und 2 Orgeln im Vierteltonabstand, UA Heidelberg 2012
- Hermetika VI – Sisyphos-Fragmente, 7 Stücke für großen Chor nach einem Text von Homer, UA Wien 2015
- Hermetika VII for E-Bass + FX and 8 voices, UA 2018
- Hermetika VIII for bagpipes and 24 voices, UA Brest/Frankreich 2019

### Kammermusik, Solowerke
- Necronomicon für Klarinette, Violine, Violoncello und Klavier, UA Die Andere Saite, Graz 1986
- Neue Tänze für Violine und Klavier, UA Die Andere Saite, Graz 1987
- Zeitmasken für Streichquartett, UA Die Andere Saite 1987
- Stele für 2 Klaviere im Vierteltonabstand, UA Musikprotokoll Graz 1988
- Mozart 1789 für eine Schauspielerin und 9 Kassettenrecorder, UA Styriarte Graz 1989
- Relief für Flöte, Bratsche und Harfe, UA Die Andere Saite, Graz 1989
- Zwischen Morgen und Mitternacht für Klavier und Streichquartett, UA Die Andere Saite, Graz 1990
- Quartett für Flöte Solo, UA Alternativa Moskau 1991
- 2. Streichquartett „Kleine Welten“, UA Musikprotokoll Graz 1991/Arditti Quartett
- Modern Monsters: 12 kleine Stücke für Violoncello und Klavier, UA Open Music, Graz 1991
- Küstenlinien für zwei Klaviere u. doppeltes Schlagwerk, UA Thallin 1992
- Brüche für Klarinette, Streichquartett und präpariertes Klavier, UA Lange Nacht der Neuen Klänge, Konzerthaus Wien 1992
- Versuch über das Vergessen 2 für Violine, E-Gitarre und Live-Elektronik, UA Musikprotokoll Graz 1995
- Schrift 2 für Violoncello solo, UA Bludenz 1997
- Schrift 1 für Flöte solo, UA Bratislava 1997
- Schrift/Fragment 4 für Trompete, Horn und Posaune, UA Cagliari (1998)
- Roman Haubenstock-Ramati: Morendo Bearbeitung für E-Bass-Flöte und Zuspielband, UA New York 2002
- DW 6c für E-Gitarre, E-Bass, Drumset und Loop-Generator, Kompositionsauftrag Wien Modern (2006)
- DW 4d für Viola, Posaune, Klavier und Loopgenerator, Kompositionsauftrag des Ensembles Mosaik, Berlin (2007)
- Monadologie VI In Nomine für Flöte, Klarinette, Streichtrio und Perkussion, Auftragswerk des ensemble recherche (2008)
- Standards-Project Preview: „MyFunnyV“ für Bassklarinette und Zuspielung, Kompositionsauftrag des WDR (2010)
- Monadologie X „alla turca“ für Player Piano, Kompositionsauftrag des SWR (2010)
- Monadologie IX, III. Streichquartett, für Arditti String Quartet, Kompositionsauftrag Donaueschingen (2010)
- Monadologie XXI „…for Franz II“ für Flöte, Violoncello und Vierteltonakkordeon (nach Schubert op. 99) (2012)
- Monadologie XXVII „Brahms-Variationen“  für Klarinette, Cello und Klavier (2013)
- Monadologie XXVI „…for Pauline and Conrad“  für 2 Violinen im Vierteltonabstand, nach Materialien von Paganini und Bach (2013)
- Monadologie XX „…for Franz I“ für Klaviertrio nach Schubert op. 100. UA Dresden 2013, elole-Klaviertrio
- Songbook 3 für Sopran und Klavier, nach Texten aus dem West-Östlichen Diwan (2013)
- Monadologie XXXI „for Franz III“ für Zither und Streichquintett nach Schuberts C-Dur-Quintett, UA Landesfunkhaus Hannover 2015
- Monadologie XXVIII „Seven-Two, für Armin Köhler“ für Streichquintett, Harfe und Gitarre, nach Beethovens VII. Sinfonie (2015)
- Monadologie XXX „Hammer“ für Hammerklavier, nach Beethovens Hammerklaviersonate, UA Graz 2016
- Monadologie XXXII „The Cold Trip pt. II“, für Klavier, Laptop und Stimme, nach Schuberts Winterreise, UA MaerzMusik
- DW 29 „Loops for Szimansky“ for 2 accordions, UA Wien Radiokulturhaus 2017
- DW 30 Loops „for Klaus Schulze“ für 3 Synthesizers, UA Luxemburg Philharmonie 2018
- Game 4-4-4 loops for violin, clarinet, bassoon and piano; UA Linz Brucknerhaus  2019
- DW 31 „Loops for Edgar Froese“ for extended piano at four hands + playback, UA  Wiener Konzerthaus 2019
- Game 2-4-5 „The Mirror Stage“ for 4 voices, electric guitar and ambisonic loops, UA Transit festival Leuven 2020
- Game 8-4-4 „Loops for Aleph“ for 4 guitars + amplification, UA ZKM Karlsruhe 2022
- Intermezzo Nr. 1 bis 4 für Klavier solo (2015–2023)
- Radical Loops for 6 amplified folk violins, drumset and playback, UA Warschauer Herbst 2023
- Organ Loops Vol. 1 für Große Orgel, UA Wien Modern 2023

### Filmmusik
- Niemandsland Filmmusik (1989)
- Notes on Film 02, Musik zum Film von Norbert Pfaffenbichler (2005)
- a1b2c3, Musik zu einem Video von Pfaffenbichler und Schreiber (2006)
- Mosaik Mécanique, Musik/Installation zu Norbert Paffenbichlers gleichnamigem Film (2007)
- Borgate, Musik zum Film von Lotte Schreiber (2008)
- Conference, Musik zu Norbert Pfaffenbichlers gleichnamigem Film (2011)
- Messenger from the Shadows, Musik zu Norbert Pfaffenbichlers gleichnamigem Film (2013)

### Musik für Tanzperformances
- Retro Rauminstallation für Wagner-Loops und einen Tänzer (2004)
- Trike summer Tanzperformance Christine Gaigg, Wien, ImPulsTanz (2004)
- V-Trike für eine Performerin, Klangplatte und visual Loop generator, UA Brüssel 2007
- NetTrike for 2 pairs of performers, 2 performing choreographers, 2 soundplates, surround sounds plus 2 visual loop generators, UA Graz/Paris 2010
- Maschinenhalle#1 für 12 Klangplatten, 12 player pianos und 12 TaenzerInnen, UA Steirischer Herbst 2010

### Jazz/Improvisation
- Paranoia für 2 Rapper, Band und CD-Zuspielung, UA Donaueschinger Musiktage 2007
- Monadologie VIII: Robotika II for Big Band, Kompositionsauftrag des HR (2009)

### Elektronische Kompositionen/Klanginstallationen/Remixes
- Hexagrammatikon für 6 computergesteuerte Synthesizer, UA Allentsteig 1988
- Radiophones Synchronizitätsexperiment, 23 Montagen à 1′, UA Kunstradio 1989
- V für 64 Analoggeneratoren, UA Tage Absoluter Musik Allentsteig 1989
- Icht II für Stimme, Tonband und Live-Elektronik, UA Offenes Kulturhaus Linz „Das Innere Ohr“ 1995
- Hommage à Martin Arnold 1 für Tonband, UA Allentsteig 1996
- OP. 6.1 für Elektronik, UA Mittersill 2004
- I speak in riddles, Klanginstallation nach einem Text von Nora Gomringer, Bamberg, Villa Concordia Passage, 2004
- Schwarze Bänder.Hartmann-Studien, Klanginstallation Musica Viva München 2005
- Paranoia für 2 Rapper, Band und CD-Zuspielung, Kompositionsauftrag Donaueschingen 2007
- Playhouse, Klanginstallation für 8-Kanal-Zuspielung für die gleichnamige Installation von Norbert Pfaffenbichler 2008
- Monadologie X „alla turca“ für Player Piano, UA Mannheim 2010
- Die Gläserne Kapelle, Interaktive Klanginstallation in der Gläsernen Manufaktur anlässlich des 460. Geburtstages der Sächsischen Staatskapelle Dresden
- Loops for Ashley, digital file, Musikprotokoll Graz 2017

## Diskografie (Auswahl)

### CDs
- „Differenz/Wiederholung 2“. Salome Kammer, Risgar Koshnaw, Robert Lepenik, Dimitrios Polisoidis, Wolfgang Musil, Klangforum Wien, Sylvain Cambreling. KAIROS, 2000.[34]
- „<trio x 3> New Jazz Meeting, Baden-Baden 2002“ (2 CDs). Steve Lacy, Peter Herbert, Wolfgang Reisinger, Christof Kurzmann,  Bernhard Lang. HatHut Records, 2003.[35]
- „DW 8 | DW 15 | DW 3“. Dieter Kovacic, Marina Rosenfeld, Peter Rundel, Symphonieorchester des Bayerischen Rundfunks, Martina Koppelstetter, Georg Glasl, Stefan Hussong, Michael Moser, Carin Levine. Col legno, musica viva 10, 2004.[36][37]
- „Steve Lacy: New Jazz Meeting, Baden-Baden 2002“. Steve Lacy, Peter Herbert, Wolfgang Reisinger, Christof Kurzmann, Bernhard Lang. HatHut Records, 2006.[38]
- „Das Theater der Wiederholungen“ (2 CDs). Anna Maria Pammer, Renate Wicke, David Cordier, Martin Wölfel, Ekkehard Abele, Alfred Werner, les jeunes solistes, Klangforum Wien, Johannes Kalitzke. KAIROS, 2006.[39]
- „I Hate Mozart“ (2 CDs + DVD). Florian Boesch, Dagmar Schellenberger, Andrea Lauren Brown, Salome Kammer, Vokalensemble NOVA, Klangforum Wien, Johannes Kalitzke. Col legno, 2006.[40][41]
- "Die Sterne des Hungers, Monadologie VII ... for Arnold". Sabine Lutzenberger, Klangforum Wien, Sylvain Cambreling. KAIROS, 2010.[42]
- „Monadologie IX ‚The Anatonomy of Desaster‘“. Arditti String Quartet. Winter & Winter, 2014.[43]
- „ParZeFool“ (3 CDs). Daniel Gloger, Magdalena Anna Hofmann, Wolfgang Bankl, Tómas Tómasson, Martin Winkler, Manuela Leonhartsberger, Marie-Pierre Roy, Melody Wilson, Xiaoyi Xu, Johanna Von Der Deken, Sven Hjörleifsson, Alexander Kaimbacher, Andreas Jankowitsch, Arnold Schoenberg Chor, Klangforum Wien, Simone Young. KAIROS, 2019.[44]
- „The Cold Trip“. Sarah Maria Sun, Aleph Guitar Quartet, Juliet Fraser, Mark Knoop. KAIROS, 2017.[45]
- „Flute & Bass“. Monadologie XVI ‚solfeggio‘, DW 25 … more loops for U., DW 22 ‚Winterlicht‘. Manuel Zurria, Dario Calderone. KAIROS, 2020.[46]
- „Works for Piano“. Monadologie V ‚Seven Last Words of Hasan‘. Wolfram Oettl. KAIROS, 2021.[47]

### DVDs
- „The Return of Erich Zann“. Bernhard Langs Jazz compositions from 1978-1981, Uwe Werner and his band live im prediger Schwäbisch Gmünd 12. Dezember 2008.[48][49][50][51]
- „I Hate Mozart“, Musiktheater in 2 Akten. DVD mit der kompletten Aufführung + 2 Super Audio CDs. col legno, 2006.[52]

### LPs
- „TablesAreTurned“ (2 LPs). Philip Jeck, Alter Ego. GOD RECORDS, GOD 06, 2011.[53]
- „Monadologie XII“ (LP + CD). Klangforum Wien, Johannes Kalitzke. GOD RECORDS, GOD 16, 2013.[54]
- „DW 16, Songbook I“. Jenny Renate Wicke, Trio Accanto. GOD RECORDS, GOD 28, 2015.[55]
- „Differenz/Wiederholung 2“. Klangforum Wien, Johannes Kalitzke. GOD RECORDS, GOD 39, 2016.[56]
- „Cheap Opera #1 ‚Répétitions‘, DW 30 ‚Loops for Klaus Schulze‘“. Lange // Berweck // Lorenz. GOD RECORDS, GOD 63, 2021.[57]

## Schriften (Auswahl)
- Bernhard Lang: Stil versus Stylez. Zur politischen Ökonomie der Ästhetik. In: MusikTexte. Heft 126, August 2010, ISSN 0178-8884, S. 71–75
- Bernhard Lang: Diminuendo – über selbstähnliche Verkleinerungen. Hrsg.: Institut für Elektronische Musik an der Hochschule für Musik und Darstellende Kunst. BEM 7. Graz 1996, DNB 949761869 (onb.ac.at). BEM 7 online